# Ein Drama

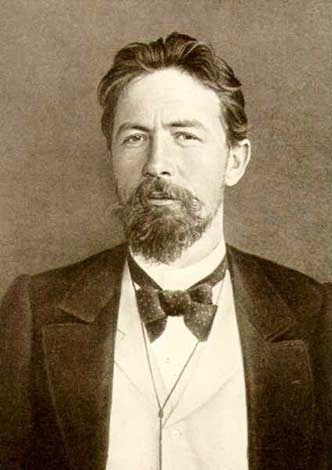
Anton Tschechow

Ein Drama, auch Drama (russisch Драма), ist eine Kurzgeschichte des russischen Schriftstellers Anton Tschechow, die am 13. Juni 1887 in der Zeitschrift Oskolki erschien. Zu Lebzeiten des Autors wurde der Text ins Bulgarische, Deutsche, Englische, Norwegische, Polnische, Rumänische, Serbokroatische, Tschechische und Ungarische übersetzt. Tolstoi zählte die Geschichte zu den erstklassigen Tschechows.

## Inhalt
Widerwillig empfängt der bekannte Schriftsteller Pawel Wassiljewitsch die Muraschkina, eine emporstrebende, rotgesichtige Kollegin. Bevor die fleischige Dame ihren Fünfakter der Zensur vorlegt, will sie ihn Pawel Wassiljewitsch vorlesen. Dieser schätzt aber nur die eigenen Werke, wagt aber auch nicht, abzulehnen. Er gibt der Besucherin eine halbe Stunde Zeit.
Pawel Wassiljewitsch fühlt sich bald von dem Vortrag genervt. Die sich gern selbst kommentierende Muraschkina findet einen ihrer Monologe als ein wenig zu lang. Höflich widerspricht Pawel Wassiljewitsch. Als die Frau den 16. Auftritt des ersten Aktes mit hoher Tenorstimme rezitiert, kann der bekannte Autor ein Gähnen nicht verhindern und versteht vor lauter Müdigkeit kein Wort mehr. Dem Geplagten ist, als schwölle die Muraschkina an und verschmölze mit seinem Kabinett.
Das Stück will nicht enden. Pawel Wassiljewitsch packt die Wut. Er bringt die Autorin während ihres Vortrages mit dem Briefbeschwerer um. Die Geschworenen sprechen ihn frei.

## Verfilmung
- 1960, Sowjetunion, Gosteleradio (Staatliches Fernsehen und Rundfunk)[3]: Ein Drama[4] – Fernsehfilm (18 min, russisch) von German Liwanow[5] mit Faina Ranewskaja als Muraschkina und Boris Tenin[6] als Schriftsteller Pawel Wassiljewitsch.

## Verwendete Ausgabe
- Ein Drama. S. 459–464 in Gerhard Dick (Hrsg.) und Wolf Düwel (Hrsg.): Anton Tschechow: Das schwedische Zündholz. Kurzgeschichten und frühe Erzählungen. Deutsch von Georg Schwarz. 668 Seiten. Rütten & Loening, Berlin 1965 (1. Aufl.)